# Oud-Episcopaal Katholieke Kerk
De Oud-Episcopaal Katholieke Kerk is een onafhankelijk katholiek kerkgenootschap.

## Ontstaan
De Oud-Episcopaal Katholieke Kerk ontstond na de afkondiging, in 1870, van het onfeilbaarheidsdogma van de paus. Relatief kleinschalig protest ontstond in Engeland, Frankrijk, Duitsland, Oostenrijk en Italië. Rome eiste van alle katholieken aanvaarding van dit dogma. Wie dit niet deed, kwam in de kerkelijke ban. Enkele priesters, theologen en kerkhistorici die zich niet met Rome wilden verzoenen, verloren hun baan. Verschillende groeperingen ontstonden: zij die trouw aan Rome bleven en de onfeilbaarheid van de paus onder strikte voorwaarden erkenden, en zij die hun eigen tegengestelde inzichten bleven volgen en vaak als "Oudkatholieken" betiteld werden.
Groepen die in hun gelederen geen bisschoppen hadden en dus ook geen geldige ambtswijdingen konden verrichten of het vormsel niet konden toedienen, zochten contact met de Oudkatholieke Kerk van Nederland. Deze kerk was sinds 1723 los van Rome en nooit werd de geldigheid van haar ambtswijdingen door Rome in twijfel getrokken. 
In Engeland ontstond, in het begin van de twintigste eeuw, een oudkatholieke groepering. Op 28 april 1908 wijdde de aartsbisschop van Utrecht, Mgr. Gerardus Gul, de Engelse priester Arnold Harris Matthew tot bisschop. Matthew werd daarmee de grondlegger van het “Old Roman Catholicism” in Engeland.
Vrij kort daarop ontstond een breuk tussen de oudkatholieke groepering in Engeland en de Oudkatholieke Kerk in Europa. De Engelse oudkatholieke beweging bestaat nog steeds en in Nederland wordt zij de Oud-Episcopaal Katholieke Kerk genoemd.
Ook bestaat echter de Oud-rooms-katholieke kerk in Nederland die uit dezelfde Engelse oudkatholieke groeperingen voortgekomen is.

## Uitgangspunten
De Oud-Episcopaal Katholieke Kerk heeft negen uitgangspunten:
- Het toedienen van de sacramenten aan ieder die er redelijkerwijs om vraagt.
- De Kerk grijpt terug op het geloofsgoed en de bijhorende praktijken van de ongedeelde kerk tot en met de tiende eeuw.
- Binnen de kerk is de Kerkvergadering het hoogste gezagsorgaan. Dit is een orgaan, samengesteld uit geestelijken en leken onder het voorzitterschap van de residerende bisschop.
- De bisschop is de hoogste ambtsdrager
- De zeven sacramenten van de katholieke traditie worden onderhouden.
- Het celibaat voor haar geestelijkheid is facultatief.
- De geestelijkheid is financieel onafhankelijk van de kerk.
- Wijding van de vrouw tot priester is, op theologische en exegetische gronden, niet uitgesloten.
- Lichamelijke handicaps zijn in principe geen beletselen voor de wijding

## Belijdenis
- De heilige Eucharistie is het hart van het kerkelijke leven.
- De Kerk belijdt, en houdt vast aan, het katholieke geloof van de ongedeelde Kerk van de eerste tien eeuwen.
- Zij dient de sacramenten toe aan ieder die er om vraagt.
- Zij dwingt niemand tot haar geloofsbelijdenis. Zij meent dat het geloof in een innerlijk groeiproces persoonlijk ervaren moet worden en dat het niet kan opgelegd worden van buiten af.
- Dit innerlijke groeiproces is de genade van God en een gave van de Heilige Geest. De Kerk wil dit proces stimuleren en begeleiden door viering en gebed. Zij wil dit echter niet forceren met voorschriften of gewetensdwang.
- Als bron en maatstaf voor de belijdenis geldt, naast de persoon van Jezus Christus, het katholieke erfgoed uit de Heilige Schrift en uit de traditie van de ongedeelde Kerk.
- De traditie moet een zodanige dynamiek bevatten, dat deze niet in regels of wetten mag verstarren. Het geweten van de mensen moet te allen tijde vooropgesteld worden.

## Tegenwoordig
De Oud-Episcopaal Katholieke Kerk in Nederland is in 2008 opgeheven omdat de enige bisschop vertegenwoordigd in Nederland Jeroen 'Hieronymus' Greveling (bisschopcoadjutor sinds 1988) is overleden. 
De Kerk onderhield sterke banden met zowel de Rooms-Katholieke Kerk, evenals de Anglicaanse gemeenschap en de Oudkatholieke Kerk in Nederland. De Oud-Episcopaal Katholieke Kerk is geen deel van de Rooms-Katholieke Kerk, ook erkent men het primaatschap en de onfeilbaarheid van de paus niet. 
In haar ritus volgt de Kerk echter wel grotendeels de gereviseerde en herschapen liturgie van de Rooms-Katholieke Kerk van na 1965. Haar diensten zijn aan het taalgebied aangepast.